# Xoridesopus taihorinus
Xoridesopus taihorinus là một loài tò vò trong họ Ichneumonidae.